# 新宮志歩
新宮 志歩 （しんぐう しほ、1991年9月1日 - ）は、日本のフリーアナウンサー、ラジオパーソナリティ、MC。

## 略歴
愛媛県八幡浜市出身。明治学院大学経済学部経営学科卒業。大学在学中の2013年に、第31代中央区観光大使・ミス中央に選ばれたことをきっかけに、ネットラジオやコミュニティFMなどでラジオパーソナリティー・リポーター、イベントMCを務めるようになる。2015年よりエス・オー・プロモーション所属。
高校は商業科出身で、全商簿記1級や電卓検定1級などの検定に合格しており、特に電卓の早打ちでは四国大会3位の成績を収めている。

## 担当番組
NACK5
- Hit Hit Hit![8]（金曜25:00-28:45、2023年4月7日 - [9]）

中央エフエム（Radio City）
- Hello! RADIO CITY[10]（月曜・火曜12:00 - 13:00、2016年4月6日 - [11]）
- 北原照久のラジオデイズ（月曜22:00 - 22:30、2018年4月2日 - [12]）
- Weekly 声の架け橋

ラジオ日本
- ラジオ日本 NOWラジオbyユニエイム（火曜24:00-24:30、2024年3月5日 - [13]）

TOKYO MX
- WORLD MARKETZ（水曜22:00 - 23:00、2020年4月3日 - [14]）